# تيا (مدينة)
يعتبر موقع تيا أهمّ المواقع الأثريّة المئة والستين التي جرى اكتشافها حتّى يومنا هذا في منطقة سودو جنوب أديس أبابا. وفي هذا الموقع 36 تحفةً أثريةًّ ومنها 32 مسلّة تذكاريّة هي منحوتة مصنوعةً من سيوف ورموز غريبة على الفهم. وهذه المسلاّت هي الشهادة على ثقافة إثيوبيا التاريخيّة الأولى والتي لم يُحدد تاريخها بدقّة حتّى يومنا هذا.